# Grigori Borissowitsch Barchin
Grigori Borissowitsch Barchin (russisch Григорий Борисович Бархин; * 8. Märzjul. / 20. März 1880greg. in Perm, Russisches Kaiserreich als Gersch Berkowitsch Barchin, russisch Герш Беркович Бархин; † 11. April 1969 in Moskau) war ein russisch-sowjetischer Architekt des Konstruktivismus. Ende der 1920er Jahre wandte er sich dem sozialistischen Klassizismus zu.
Sein Sohn war der Architekt Michail Barchin, der an fast allen seinen Entwürfen der zwanziger Jahre mitarbeitete.

## Leben
Barchin wurde 1880 in Perm als Sohn eines jüdischen Kunstmalers geboren. Seine Kindheit verbrauchte er in Petrowski Sawod in Transbaikalien. Von 1897 bis 1901 studierte er Architektur an der Kunstschule von Odessa und von 1901 bis 1908 an der Höheren Kunstschule der Kaiserlichen Akademie der Künste in Sankt Petersburg unter Alexander Pomeranzew. Er schloss die Akademie 1908 als Künstler-Architekt ab mit dem Projekt eines städtischen orthodoxen Friedhof am Stadtrand.

Nach seinem Abschluss an der Akademie in Sankt Petersburg arbeitete er von 1908 bis 1911 im Büro von Roman Klein. Dort war er am Entwurf der Borodinski-Brücke und der Innengestaltung des Museums der schönen Künste in Moskau beteiligt. Von 1911 bis 1915 war er Stadtarchitekt von Irkutsk. Von 1915 bis 1919 diente er erst in der Kaiserlich Russischen Armee und leitete Bauarbeiten an der Kaukasusfront und kämpfte anschließend im Russischen Bürgerkrieg. 

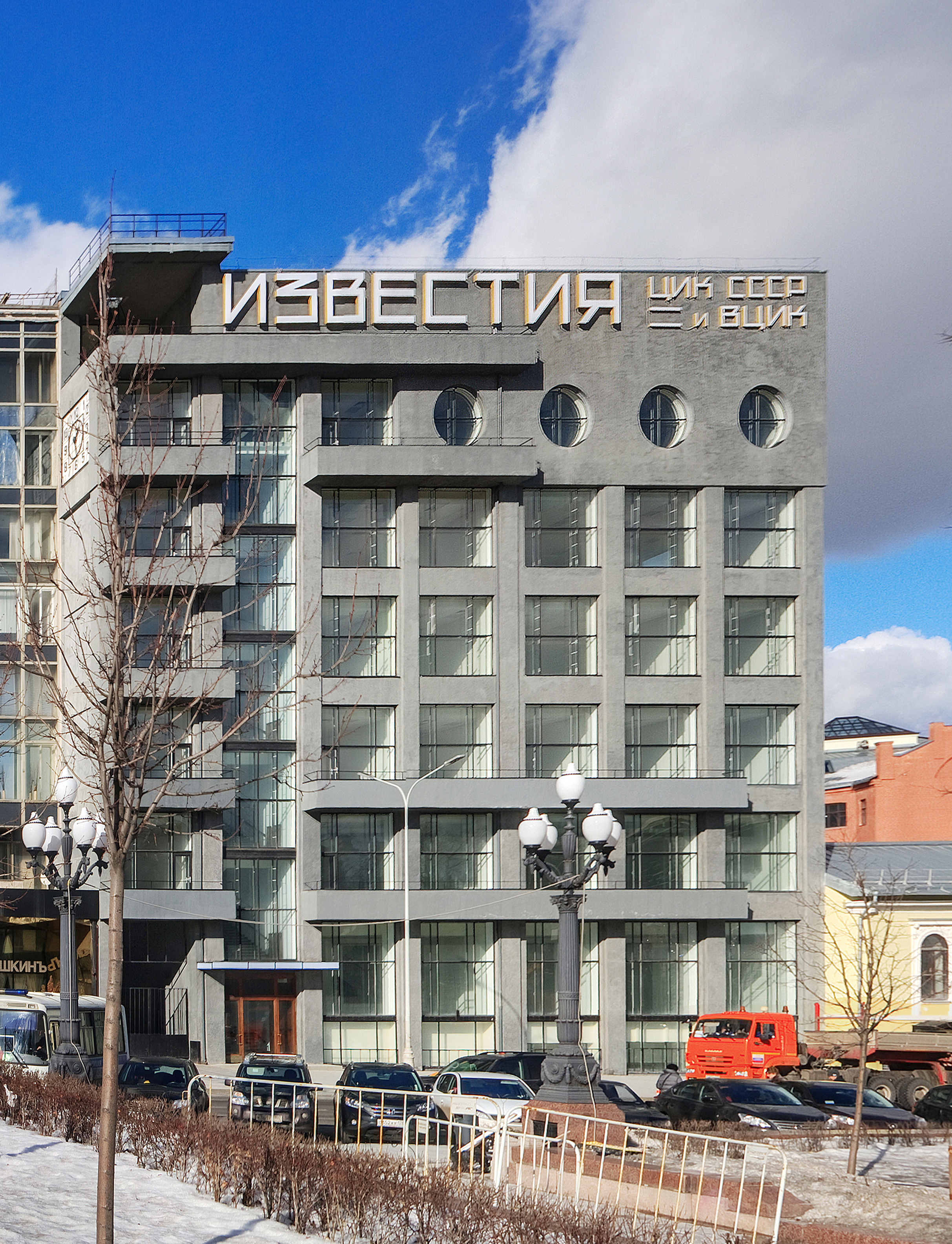
1926–28 Gebäude der Iswestija in Moskau.

Nach seiner Rückkehr nach Moskau 1919 beteiligte sich am Wiederaufbau nach dem Krieg. Er war am Wiederaufbau eines Krankenhauses in Moskau beteiligt und entwarf Anfang der 1920er Jahre eine Reihe von Arbeiterhäusern und -siedlungen. In den 1920er Jahren war er Verfechter der Idee der Gartenstadt. 1922 und 1923 schrieb er die beiden Bücher „Das Arbeiterhaus und die Arbeitergartensiedlung“ (Рабочий дом и рабочий поселок-сад) und „Moderne Arbeiterwohnungen“ (Современное рабочее жилище). Ab Anfang der 1920er Jahre arbeitete er mit seinem Sohn Michail Barchin für die nächsten 25 Jahre zusammen.
1920–25 war er Abteilungsleiter im Moskauer Komitee für staatliche Bauten (Moskomgosoor) und im Oberster Rat für Volkswirtschaft.[Quelle?]  1924 entwarf er ein Haus in Iwanowo-Woznesensk. Er entwarf mit Michail Barchin das Gebäude der Iswestija (1925–27), eines der bekanntesten Bauten des Konstruktivismus. 1928 entwarf er ein Sanatorium in Saky.
1928–41 arbeitete er im Projektierungsbüro Giprogor, Mosproekt, der Planungsabteilung des Mossowjet und dem Institut für Theaterbauten.[Quelle?] Von 1933 bis 1937 war er als Leiter der 4. Planungswerkstatt des Mossowjets am Generalplan für Moskau beteiligt und schuf Entwürfe für das Dserschinski. Von 1944 bis 1947 war er am Wiederaufbau von Sewastopol beteiligt.
Von 1923 bis 1930 arbeitete er für die Moskauer Gesellschaft für Architektur (MAO) und war von 1923 bis 1926 der Herausgeber der Publikation „Konkusy MAO“ (russisch Конкурсы МАО). 1932 war er Gründungsmitglied des Bundes der Architekten der UdSSR. Ab 1929 bis 1967 lehrte er am Institut für Architektur und Bauwesen (ASI)[Quelle?] und von 1929 bis 1967 am Moskauer Architektur-Institut, wo er ab 1930 Professor war.
Barchin starb 1969 und wurde auf dem Wwedenskoje-Friedhof auf dem Grabplatz Nr. 25 beerdigt.

## Werke (Auswahl)

### Verwirklichte Gebäude
- 1915–16 Schwefel- und Salpetersäure-Werke in Rastjapino
- 1924 Haus in Iwanowo-Woznesensk[2]
- 1925–27 Gebäude der Iswestija in Moskau (mit M. Barchin)[2]
- 1928 Sanatorium in Saky (vielleicht mit M. Barchin)[2]
- 1935 Entwurf des Hauptpavillons der Landwirtschaftsausstellung Moskau 1937 (mit M. Barchin und A. Barchina)
- 1944–46 Wiederaufbau von Sewastopol[3]

### Projekte
- 1924 Wettbewerbsentwurf für das Lenin-Volkshaus in Iwanowo-Wosnesensk (mit M. Barchin)
- 1925 Wettbewerbsentwurf für den Palast der Arbeit in Ekaterinoslaw (mit M. Barchin)
- 1927 Wettbewerbsentwurf für das Hauptpostamt in Charkow (mit M. Barchin)
- 1929 Wettbewerbsentwurf für das Theater in Rostow am Don
- 1931 Wettbewerbsentwurf für das Große synthetische Theater in Swerdlowsk (mit M. Barchin)
- 1932 Wettbewerbsentwurf für den Palast der Arbeit MOSPS in Moskau (mit M. Barchin)
- 1934 Wettbewerbsentwurf für das Theater in Minsk (mit M. Barchin)
- 1937–39 Typenentwurf für einen Zirkus mit 2.500 Plätzen (mit M. Barchin)

## Auszeichnungen
- Orden des Roten Banners der Arbeit
- Verdienter wissenschaftlich-technischer Mitarbeiter der RSFSR

## Schriften
- Рабочий дом и рабочий поселок-сад („Das Arbeiterhaus und die Arbeitergartensiedlung“), Moskau 1922 oder 1923
- Современное рабочее жилище („Moderne Arbeiterwohnungen“), Moskau 1922 oder 1923
- Архитектура театров („Architektur des Theaters“), 1947